# Magyarországi országgyűlési választások

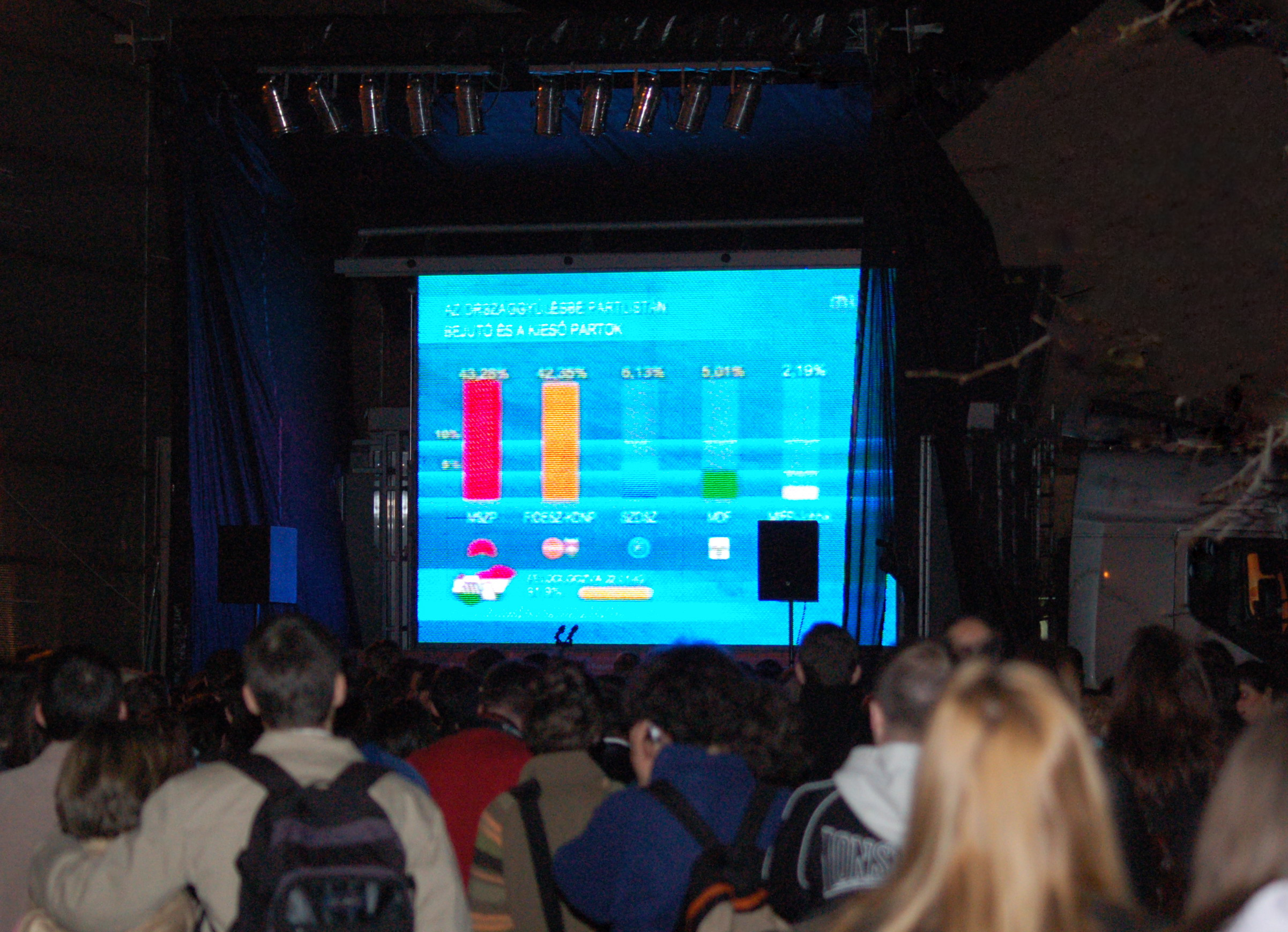
Választási eredmények kivetítése 2006-ban

Ez a szócikk a magyarországi országgyűlési képviselők választásáról szól. Választásokat tartanak még a polgármesterek és helyi önkormányzati képviselők személyének eldöntésére és az európai parlamenti képviselők megválasztására is.

## Az országgyűlési választások rendszere ma

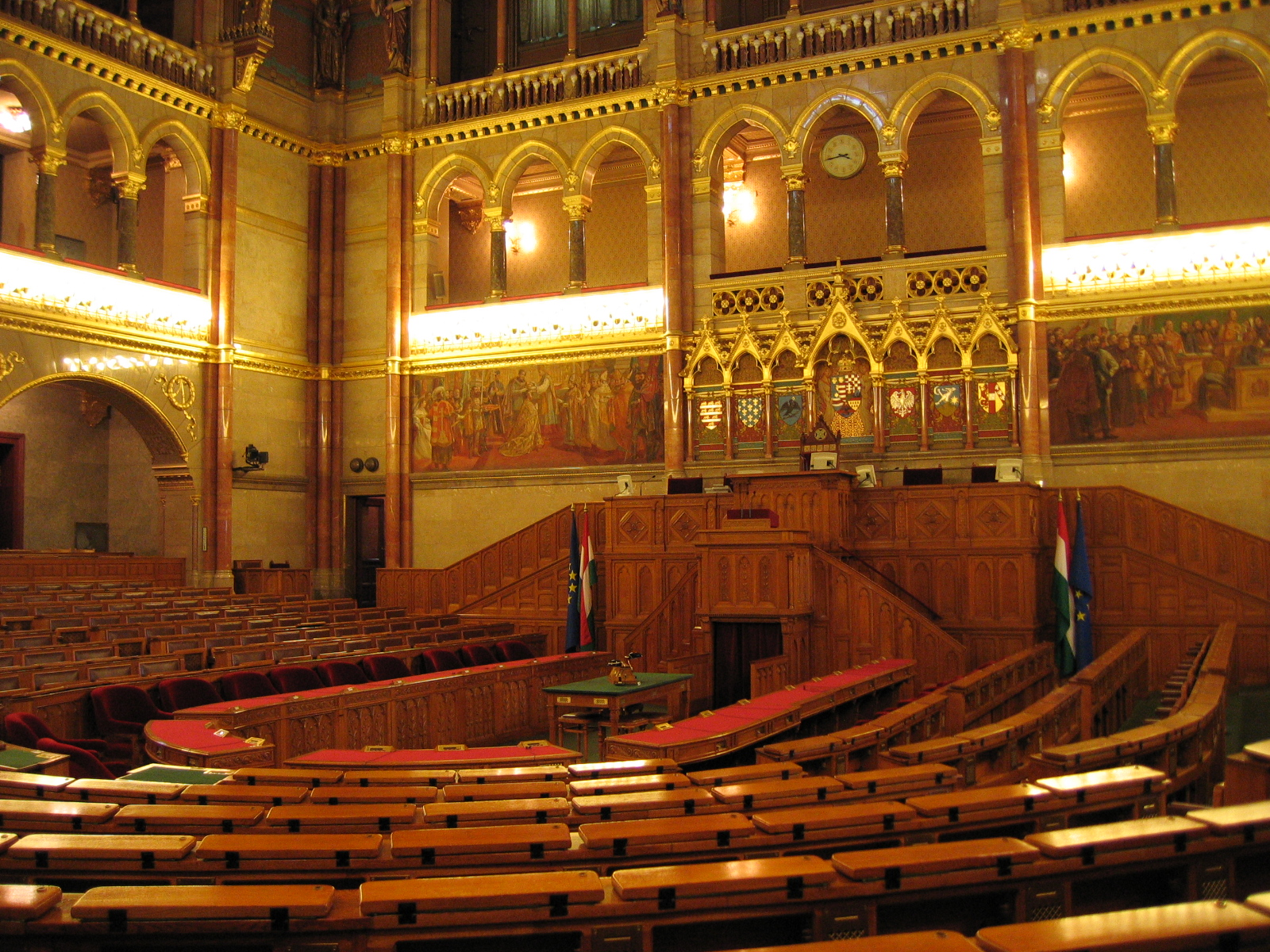
Az Országház ülésterme

Magyarországon az Alaptörvény értelmében a törvényalkotó hatalom az Országgyűlés kezében van.
A választási eljárásról a 2011. évi CCIII. törvény rendelkezik.
Az országgyűlési képviselőket – általános választásokon – négy évre választják a választójoggal rendelkező állampolgárok. A választás időpontját a köztársasági elnök jelöli ki, az országgyűlési képviselők általános választását április vagy május hónapjában kell megtartani. A választás rendszerint egyfordulós rendszerben kerül lebonyolításra. A választások napja a választási eljárásról szóló 2013. évi XXXVI. törvény (a továbbiakban: választási eljárási törvény) rendelkezés. Szavazni a választás napján reggel 6-tól este 19 óráig lehet.
A választási eljárás lefolytatásáért választási eljárási törvény alapján Magyarország választási szervei a Nemzeti Választási Bizottság (NVB) és a Nemzeti Választási Iroda (NVI). Az NVB tagjait a Parlament választja, a területi választási bizottság tagjait a megyei közgyűlés, Budapesten a fővárosi képviselő-testület. A szavazókörökben található bizottsági tagokat a helyi önkormányzat képviselő-testülete szavazza meg.
Az Országgyűlésnek 199 képviselője van:
- 106-ot egyéni választókörzetben,
- 93-at az országos kompenzációs listáról.

Minden szavazásra jogosult választó – külön szavazólapon – egy egyéni képviselőjelöltre és egy országos listát állító pártra, pártszövetségre vagy szervezetre szavazhat. Az egyéni képviselői helyet az a jelölt nyeri el, aki a legtöbb érvényes szavazatot szerzi.
Az országos listáról a pártokra leadott szavazatok arányában kerülnek képviselők a Parlamentbe. A kompenzációs lista lényege, hogy a vesztes egyéni jelöltekre leadott „töredék” szavazatok alapján is juttatnak képviselői helyeket az őket indító pártoknak, hogy ellensúlyozzák az egyéni körzetekben esetlegesen létrejövő aránytalanságokat. (A tisztán körzetes parlamenti választások esetén extrém esetben előfordulhatna, hogy például minden választókörzetben az „A” párt jelöltje nyeri a választást 55%-kal, „B” párt mindenhol 45%-ot kapna, ebben az esetben a parlamentben csak az „A” párt jelöltjei jutának be, ami aránytalan lenne a választói akarattal, hiszen a szavazók majdnem fele a „B” pártot támogatta.)
A területi listáról csak azok a pártok jelöltjei juthatnak be az Országgyűlésbe, akik országosan a leadott érvényes listás szavazatok minimum 5%-át megszerezték.
A szavazatokat a helyi szavazatszámláló bizottságok számolják össze, az eredményről értesítik a helyi, ők pedig az Nemzeti Választási Bizottságot.

## Rendi országgyűlések (1608–1848)
Magyarországon a 15. század végére három rend (nemesség, papság, polgárság), majd a nemesi rend szétszakadásával a 16. századra négy rend (főnemesség, köznemesség, papság, polgárság) jött létre, és e rendek 1848-ig fennmaradtak[3]. A rendi állam törvényhozása a rendi gyűlés volt, amit az uralkodó hívott össze, és jogában állt feloszlatni is. Ő terjesztette be és szentesítette a törvényeket, azokat azonban már a rendek vitatták meg. A rendi országgyűlés nem jelentett egy minden évben, folyamatosan ülésező intézményt. Az uralkodók politikai helyzettől, érdekeiktől, a rendek nyomásától függően hívtak vagy nem hívtak össze országgyűlést, sokszor évekig nem volt országgyűlés. A magyar rendi országgyűléseken a rendek közül a nemesség jutott döntő szerephez, a papság és főként a polgárság szerepe inkább kiegészítő volt.[3]
Az országgyűlés a 17-18. században mintegy 500 főből állt. Az országgyűlési rendszernek is fontos alapja volt a 13. századtól kialakuló nemesi vármegye, a nemesség megyei önkormányzati intézménye, melynek tagjai választással nyerték hivatalukat. 

### Rendi országgyűlések választási rendszere
1608-ban vezették be a királyi Magyarország országgyűlésében a kétkamarás rendszert, kettéválasztva egymástól a főtáblát és az alsó táblát (a követek tábláját). A főtábla (főrendi tábla, felsőtábla, mai szóval felsőház) tagjai a főnemesek és főpapok voltak, születésüknél illetve hivataluknál fogva. Az alsótábla (kamara, képviselőház) ülésein választással megválasztott küldöttek képviselték a többi rendet.[8][jegyzet 8]
Az alsótábla küldötteinek megválasztása a 13. századtól kialakuló nemesi vármegyékben (a nemesség megyei önkormányzati intézménye) zajló követválasztásokon történt. Az alsótábla választott küldötteire a teljes választókorú népesség mintegy 10%-a szavazhatott (5% megyei nemesség, 5% szabad királyi városok lakói). A képviselői helyek száma ezen belül sem volt arányos: a vármegyei nemesség részéről minden megyét egy szavazat illetett meg, míg a szabad királyi városok, a papság, illetve a kerületek küldöttei csupán egy-egy szavazattal rendelkeztek. Így a rendi országgyűlések alsótáblájában legtöbben a megyei nemesség képviselői voltak. Őket a megyei választásokon, a megyei nemesség a vármegyeházán, kortes hadjárat után választotta. A jelölteket hivatásos kortesek kísérték és segítették. Végső döntésre a jelölteket támogató nemesekből álló tömeg a vármegyeháznál gyűlt össze: többségük kívülrekedve, a nyitott ablakokon keresztül hallgatta a hangzavart, és az ablakban álló kortesek jelzéseinek megfelelően időről-időre éljenzéssel támogatta jelöltjét. A gyűlésterembe bejutott nemesi tömeg hangos vitát folytatott, melyet a kortesek által vezényelt éljenzések és hurrogások kísértek. A jelöltekről a végső döntést, hagyományos szabály szerint, a többség véleménye alapján hozták: szavazatszámlálás nem volt, hanem jelölteket támogató tömeg kiabálásának hangereje alapján becsülték meg a többséget. A megválasztott megyei követet utasítással látták el, és visszahívható volt.

### Rendi országgyűlési választások
| Választás | Uralkodó       |
| --------- | -------------- |
| 1609      | II. Mátyás     |
| 1613      | II. Mátyás     |
| 1618      | II. Mátyás     |
| 1622      | II. Ferdinánd  |
| 1625      | II. Ferdinánd  |
| 1630      | II. Ferdinánd  |
| 1635      | II. Ferdinánd  |
| 1637      | III. Ferdinánd |
| 1647      | III. Ferdinánd |
| 1649      | III. Ferdinánd |
| 1655      | III. Ferdinánd |
| 1659      | I. Lipót       |
| 1662      | I. Lipót       |
| 1681      | I. Lipót       |
| 1687      | I. Lipót       |
| 1708      | I. József      |
| 1722      | III. Károly    |
| 1728      | III. Károly    |
| 1741      | Mária Terézia  |
| 1751      | Mária Terézia  |
| 1764      | Mária Terézia  |
| 1790      | II. Lipót      |
| 1792      | I. Ferenc      |
| 1796      | I. Ferenc      |
| 1802      | I. Ferenc      |
| 1805      | I. Ferenc      |
| 1807      | I. Ferenc      |
| 1811      | I. Ferenc      |
| 1825      | I. Ferenc      |
| 1830      | I. Ferenc      |
| 1832      | I. Ferenc      |
| 1839      | V. Ferdinánd   |
| 1843      | V. Ferdinánd   |
| 1847      | V. Ferdinánd   |

### Az ismert választási eredmények
| Szervezet                      | Mandátumok száma és aránya | Mandátumok száma és aránya | Mandátumok száma és aránya | Mandátumok száma és aránya | Parlamenti szerepe |
| Szervezet                      | 1832                       | 1839                       | 1843                       | 1847                       | Parlamenti szerepe |
| ------------------------------ | -------------------------- | -------------------------- | -------------------------- | -------------------------- | ------------------ |
| Liberális / Ellenzéki Párt     | 20 (37,74%)                | 20 (37,74%)                | 18 (36,73%)                | 19 (36,54%)                | ellenzék           |
| Konzervatív / Konzervatív Párt | 18 (33,96%)                | 21 (39,62%)                | 16 (32,65%)                | 21 (40,38%)                | kormánypárt        |
| Ingadozó                       | 15 (28,30%)                | 12 (22,64%)                | 15 (30,62%)                | 12 (23,08%)                | független          |
| Összesen                       | 53                         | 53                         | 49                         | 52                         | —                  |

## Népképviseleti országgyűlési rendszer (1848-tól)
Az 1848. évi V. törvénycikk vezette be az egyéni, egyfordulós, relatív többségi választási rendszert, amelyben a huszadik évüket betöltött és a vagyoni cenzusnak megfelelő magyar férfiaknak volt választójoguk. A választhatóság korhatára 24 év, feltétele a magyar állampolgárság és a magyar nyelv ismerete volt.
A dualizmus korában egy 1874-es törvény az adózáshoz kötötte a választójogot, majd 1899-ben az adóhátralékukat be nem fizetőket kizárták a szavazásra jogosultak közül. Az 1913. évi XIV. törvénycikk nyílt szavazást rendelt el, valamint vagyoni és műveltségi cenzushoz kötötte a szavazójogot.
Általános és titkos, a nőkre is kiterjedő választójogot elsőként a Károlyi-kormány vezetett be 1918-ban. Eszerint minden, bármelyik hazai nyelven írni-olvasni tudó 21 éven felüli férfi és 24 éven felüli nő szavazati jogot kapott.
A modern kori Magyarországon 1920-ban írtak ki először szabad, demokratikus választásokat.[forrás?]
A Horthy-korszak 1925-ös törvénye szerint csak Budapesten és a törvényhatósági jogú városokban volt titkos, de kötelező a szavazás, amelyre minden 24. évét betöltött és négy elemit végzett férfi, illetve 30. évét betöltött és hat elemit végzett nő volt jogosult. 1938-ban tették mindenhol titkossá és kötelezővé a szavazást, és ekkor vezették be az ajánlások rendszerét.
1945-ben, a második világháború után fogadta el az Ideiglenes Nemzetgyűlés azt a törvényt, amely listás választási rendszerrel megteremtette az általános és egyenlő választójogot és a titkos és közvetlen szavazást, kizárta ugyanakkor a választás jogából például a hazaárulókat.
1947-ben politikai szempontok alapján százezreket fosztottak meg a választójoguktól. A szabad választásokat az az 1949-es törvény számolta fel véglegesen, amelyik a jelölés jogát a Népfront Országos Tanácsának kezébe adta, a szavazás lehetőségét pedig egyetlen, kötött listára korlátozta.
1953-ban a törvény a választókort 18 évben határozta meg, megszüntette az 1945 és 1947 közt bevezetett kizárásokat, ugyanakkor nyílt szavazással rendelte jelölni a képviselőket. A jelölés joga 1966-ban került a Hazafias Népfront kezébe, és ekkor vezették be az egyéni kerületi rendszert is. 1970-től a jelölőgyűlések résztvevői maguk is állíthattak jelöltet, majd az 1983. évi III. törvény kötelezővé tette a kettős jelölést. A törvény szerint a jelölőgyűlések résztvevői a Hazafias Népfront két hivatalos jelöltjén kívül újabb személyt is javasolhattak. Jelölt az lett, akit a minimum két jelölőgyűlés összes résztvevőjének legalább harmada támogatott.
Az 1985-ös választásokon ennek hatására a 74 úgynevezett spontán jelölt közül 32-en kerültek a parlamentbe, köztük az MSZMP-tag Király Zoltán televíziós szerkesztő-riporter, aki Szeged egyik választókörzetében Komócsin Mihályt, a megyei pártbizottság akkor nyugdíjazott első titkárát megelőzve szerzett mandátumot. Budapesten a demokratikus ellenzék is megkísérelte indítani többek közt Bauer Tamást, Langmár Ferencet, ifjabb Rajk Lászlót és Tamás Gáspár Miklóst, sikertelenül.
1989-ben az ellenzék felélesztette a képviselők visszahívásának jogintézményét; az ennek hatására lemondott képviselők helyére az időközi választásokon sorra ellenzéki jelöltek jutottak a késő Kádár-korszak parlamentjébe: többek között Gödöllőn Roszík Gábor (MDF), Kecskeméten Debreceni József (MDF), Budapesten Tamás Gáspár Miklós (SZDSZ).

### 1848 és 1867 között
Az 1848–49-es forradalom és szabadságharc és a kiegyezés (1867) között három választást tartottak a modern választójogi elvek alapján: az elsőt 1848-ban a forradalom és szabadságharc kezdetén, a másodikat 1861-ben, a harmadikat pedig 1865-ben. Mind a hármat az 1848-as forradalom idején elfogadott, ún. áprilisi törvények V. törvénycikke alapján bonyolították le. A választási rendszer tisztán többségi elvű volt, az ország 450 egyéni választókörzetre volt felosztva.

### 1848
Az 1848-as országgyűlési választás volt az első, modern értelemben vett országgyűlési választás Magyarországon, amit az 1848. évi V. törvénycikk szabályozott; ennek értelmében az első magyar országgyűlés 377 képviselőből állt össze. Első ülésüket 1848. július 5-én tartották, ami az első, modern értelemben vett parlamenti ülésnap volt Magyarországon. A 377 képviselőhöz Erdélyből (ami akkor közigazgatásilag külön állt Magyarországtól) még 96 az ottani választójogi törvények alapján megválasztott képviselő csatlakozhatott volna, erre azonban az események alakulása miatt végül nem került sor.

### 1861
Az 1848–49-es forradalom és szabadságharc leverése, illetve az azt követő megtorlások, majd restauráció miatt összesen 12 évig szünetelt az országgyűlés, és csak 1861-ben került újbóli összehívásra, a Ferenc József által kibocsátott Februári pátensében leírtak, valamint az 1848. évi V. törvénycikk alapján. A szavazáson a Deák Ferenc nevével fémjelzett, a császárral való kiegyezést támogató frakció (Felirati Párt) kerekedett felül a Teleki László vezette, később Határozati Párt néven induló tömörüléssel szemben, mely az 1848-as vívmányok teljes visszaállítása mellett tört pálcát. A parlamentet néhány hónap után a császár feloszlatta.
Az intézkedéssel gyakorlatilag mind a Határozati, mind a Felirati Párt megszűnt, az 1865-re összehívott új országgyűlésben már mint Balközép Párt és Deák Párt szerepeltek és a választásokon is ezen a néven indultak.
| Szervezet              | Mandátumok száma | Mandátumok aránya | Parlamenti szerepe |
| ---------------------- | ---------------- | ----------------- | ------------------ |
| Felirati Párt          | 250              | 58%               | kormánypárt        |
| Határozati Párt        | 100              | 23%               | ellenzék           |
| Szélsőbal1             | 20               | 5%                | ellenzék           |
| Különböző nemzetiségek | 60               | 14%               | ellenzék           |
| Összesen               | 410              | 100%              | —                  |

1: A Szélsőbal a Határozati Párt frakciójaként működött, sem állandó tagsága, sem elnöke nem volt

### 1865
Az 1865-ös választásokat november 10. és december 11-e között tartották, mandátuma pedig 1868-ig szólt. A választások eredményeképp a Deák-párt kerekedett felül az országgyűlésben, mely hosszas egyezkedések után, 1867-ben sikeresen kiegyezett Ausztriával, s megalakult a dualista Ausztria-Magyarország. Magyarország a korábbiakhoz képest jelentősen nagyobb szabadságot és önrendelkezési jogot kapott a koronától, melyekért cserébe közös államban maradt Ausztriával, illetve Ferenc Józsefet ünnepélyesen magyar királlyá koronázták. A Szélsőbal 1868-ig a Balközép Párt önálló frakciójaként működött, sem állandó tagsága, sem „valódi” elnöke nem volt.
A választások után a következő volt a képviselőház összetétele.
| Szervezet        | Mandátumok száma | Mandátumok aránya | Parlamenti szerepe |
| ---------------- | ---------------- | ----------------- | ------------------ |
| Deák Párt        | 180              | 57,14%            | kormánypárt        |
| Balközép Párt    | 94               | 29,84%            | ellenzék           |
| Szélsőbal1       | 20               | 6,35%             | ellenzék           |
| Konzervatív Párt | 21               | 6,67%             | ellenzék           |
| Összesen         | 315              | 100%              | —                  |

1: A Szélsőbal a Balközép Párt frakciójaként működött, sem önálló tagsága, sem elnöke nem volt
Később az erdélyi és horvát-szlavónországi képviselők megjelenésével a következőképp alakult a Ház összetétele.
| Szervezet                | Mandátumok száma | Mandátumok aránya | Parlamenti szerepe |
| ------------------------ | ---------------- | ----------------- | ------------------ |
| Deák Párt                | 250              | 52,08%            | kormánypárt        |
| Balközép Párt            | 100              | 20,83%            | ellenzék           |
| Szélsőbal1               | 20               | 4,17%             | ellenzék           |
| Konzervatív Párt         | 21               | 4,38%             | ellenzék           |
| kormánypárti nemzetiségi | 54               | 11,25%            | kormánypárt        |
| ellenzéki nemzetiségi    | 35               | 7,29%             | ellenzék           |
| Összesen                 | 480              | 100%              | —                  |

### A Horthy-rendszerben
A Horthy-rendszerben (1919–1944) tartott magyarországi országgyűlési választások (korabeli hivatalos elnevezésén nemzetgyűlési választások) részben nyílt, részben titkos rendszerben zajlottak, közös jellemzőjük pedig a választójog folyamatos változtatása, alakítása volt a szélsőséges (elsősorban szélsőjobboldali, fajvédő) pártok, elemek kiszorítása érdekében. Ennek folyományaként az összes választást (1920,1922, 1926, 1931, 1935, 1939) az Egységes Párt, illetve annak utódjai (Nemzeti Egység Pártja 1932-1938 között, majd Magyar Élet Pártja) nyerték.

### Az 1945-ös választások

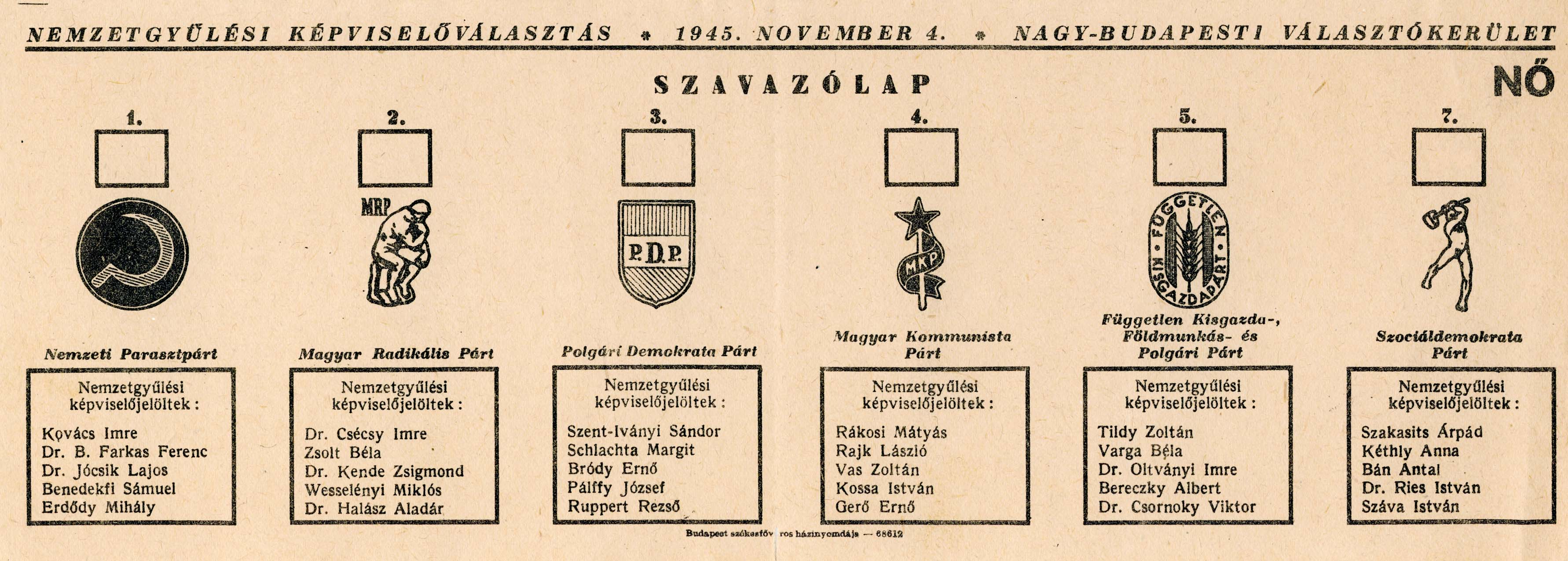
Szavazólap 1945-ben

Az országgyűlési választásokat 1945. november 4-én tartották meg és egy közel másfél éves közjogi bizonytalanságnak és félelemnek vetett véget, mely 1944 márciusában Magyarország német megszállásával kezdődött és az október 15-e után kiterjedt nyilas rémuralomban teljesedett ki. Ez a szovjet bevonulás után megszűnt, ugyanakkor hatalmi űrt hagyott maga után a parlamentben. A nyilasok elűzése után alakult demokratikus, antifasiszta Ideiglenes Nemzetgyűlés 1944. december 22-i nyilatkozatában többek között az „általános, egyenlő, titkos választójog” mellett is elkötelezte magát, mely az 1945. évi VIII. törvényben öltött alakot. A törvény eltörölte a szavazás addigi kötelező jellegét, megerősítette annak általános és titkos mivoltát, egyúttal eltörölve minden addigi cenzust, valamint a szavazóképesség alsó határát férfiaknál és nőknél egyaránt 20 évben határozta meg. Ugyanakkor kizárta a választásból a német nemzetiségűeket. A választásokon így 5 160 499-an váltak szavazásra jogosulttá, mely az 1939-es 2 761 618 főhöz képest 186,87%-os növekedés. A részvétel csaknem 93%-os volt, és mindenkire vonatkozott, aki Magyarország 1937. december 31-i határain belül lakott.
A parlamenti mandátumok pontos számát nem határozta meg a törvény, azt viszont igen, hogy a parlament a megalakulása előtti ülésén maga jelölhetett ki tíz főt Magyarország szellemi és közéleti vezetői közül, akik így a törvényhozás döntése alapján választás nélkül teljes jogú országgyűlési képviselőkké válhattak. Ezt a számot 1946-ban (1946. évi XI. törvény) tizenkettőre emelték, mielőtt az 1947-es választásra készülve az 1947. évi XXII. törvényben el nem törölték.
| Szervezet                     | Szavazatok száma | Szavazatok aránya | Mandátumok száma | Mandátumok aránya | Parlamenti szerepe |
| ----------------------------- | ---------------- | ----------------- | ---------------- | ----------------- | ------------------ |
| Független Kisgazdapárt (FKGP) | 2 697 262        | 57,03%            | 245              | 59,90%            | kormánypárt        |
| Szociáldemokrata Párt (SZDP)  | 823 260          | 17,41%            | 69               | 16,87%            | kormánypárt        |
| Magyar Kommunista Párt (MKP)  | 801 999          | 16,96%            | 70               | 17,11%            | kormánypárt        |
| Nemzeti Parasztpárt (NPP)     | 324 803          | 6,87%             | 23               | 5,62%             | kormánypárt        |
| Polgári Demokrata Párt (PDP)  | 76 393           | 1,62%             | 2                | 0,49%             | ellenzék           |
| Magyar Radikális Párt (MRP)   | 5 763            | 0,12%             | —                | —                 | nem jutott be      |
| Összesen                      | 4 729 480        | 100%              | 409              | 100%              | —                  |

- Lásd még: Az 1945–1947-es magyarországi parlamenti ciklus országgyűlési képviselőinek listája

A radikális illetve a szélsőjobboldali pártok betiltásával, felszámolásával a választásokat a Magyar Nemzeti Függetlenségi Front (MNFF) és egyben az Ideiglenes Nemzetgyűlés tagjai (FKGP, MKP, SZDP, NPP) 99,51%-os eredménnyel nyerték meg, melyen belül a Baloldali Blokk tagjai összesen 41,24%-ot gyűjtöttek. A fennmaradó két liberális párt nem tudta magát vonzóvá tenni, csak a PDP tudott mandátumhoz jutni és (budapesti szavazóik révén) is mindössze csak kettőhöz a négyszázkilencből. Egyedülálló módon a voksolás után semmiféle panaszt nem nyújtottak be a választásokkal kapcsolatban, ami annak legitimációját, tiszta lebonyolításának bizonyságát nagyban növelte.

### Az 1947-es („kékcédulás”) választások
Az 1947-es választásokat augusztus 31-én tartották, miután jelentősen módosították a választójogi törvényt, fél millióval szűkítve a választásra jogosultak számát és megkönnyítve a parlamentbe jutást a kis pártoknak. A Nemzetgyűlés az előre megszabott 4 éves ciklusból mindössze 20 hónapot töltött ki: az erőviszonyok jelentős változása miatt a kommunista párt kezdeményezése nyomán a minisztertanács javaslatára Tildy Zoltán köztársasági elnök feloszlatta a parlamentet. A választásokon 5 026 288 szavazó vett részt (ez 91,56%-os részvételi arány), közülük 4 994 338-an adtak le érvényes szavazatot (az összes 99,36%-a).

### Az 1949-es választások

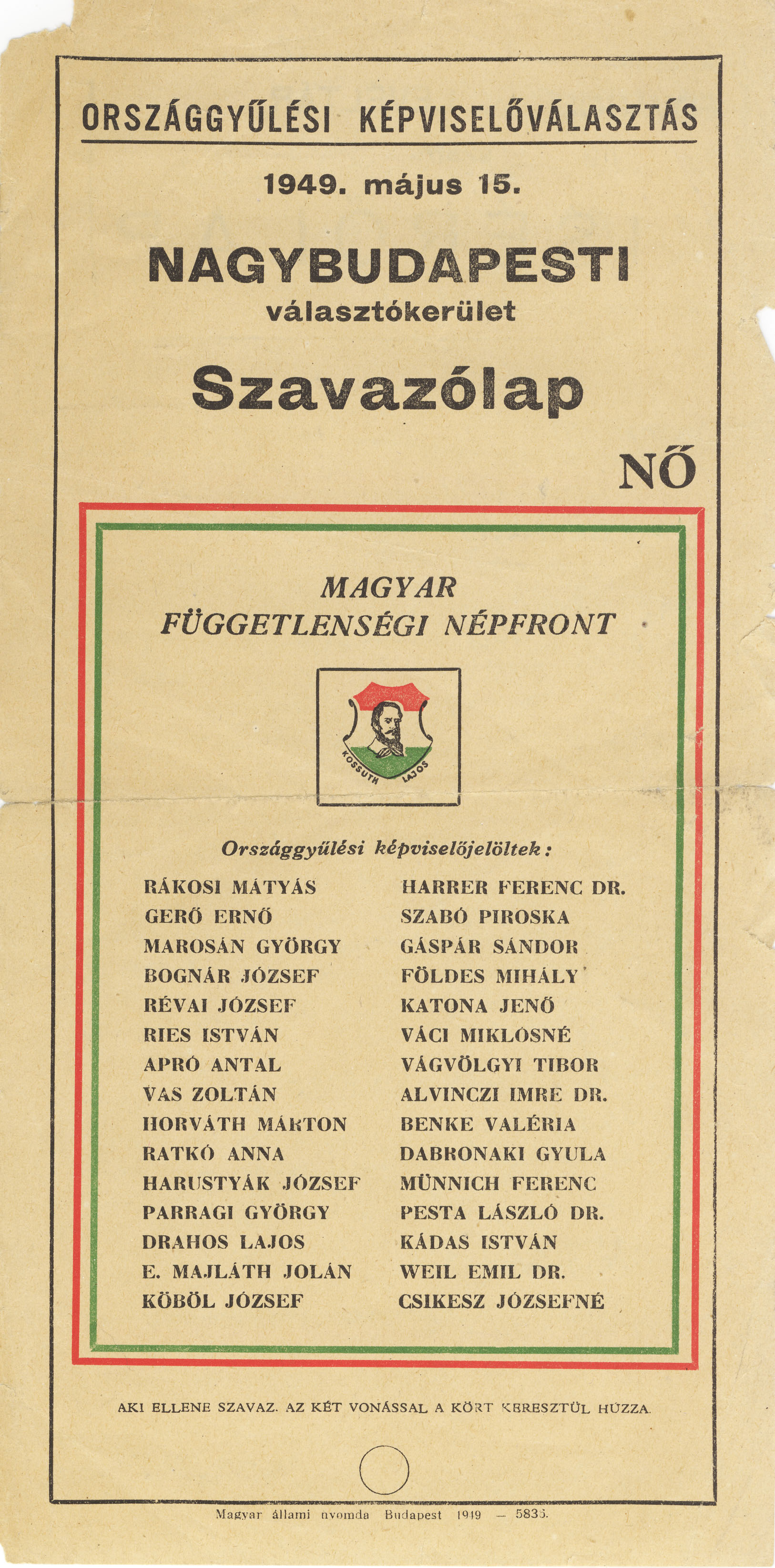
Amikor már csak be kellett dobni az urnákba a választási lapot, ikszelni az egyet nem értőknek lehetett.

### Jelenkori választások

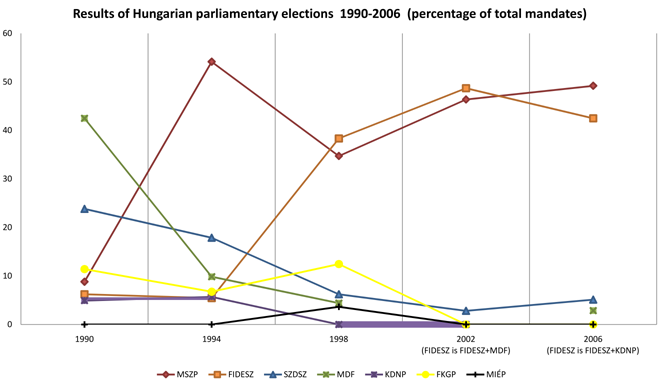
Országgyűlési választások eredményei 1990-2006 között

### Adatok
- Az Országos Választási Iroda honlapja
- Választási adatok és térkép az Index.hu-n
- A választókörzetek felosztása és aránytalanságai a Nol.hu-n